# 위대한 유산 (소설)

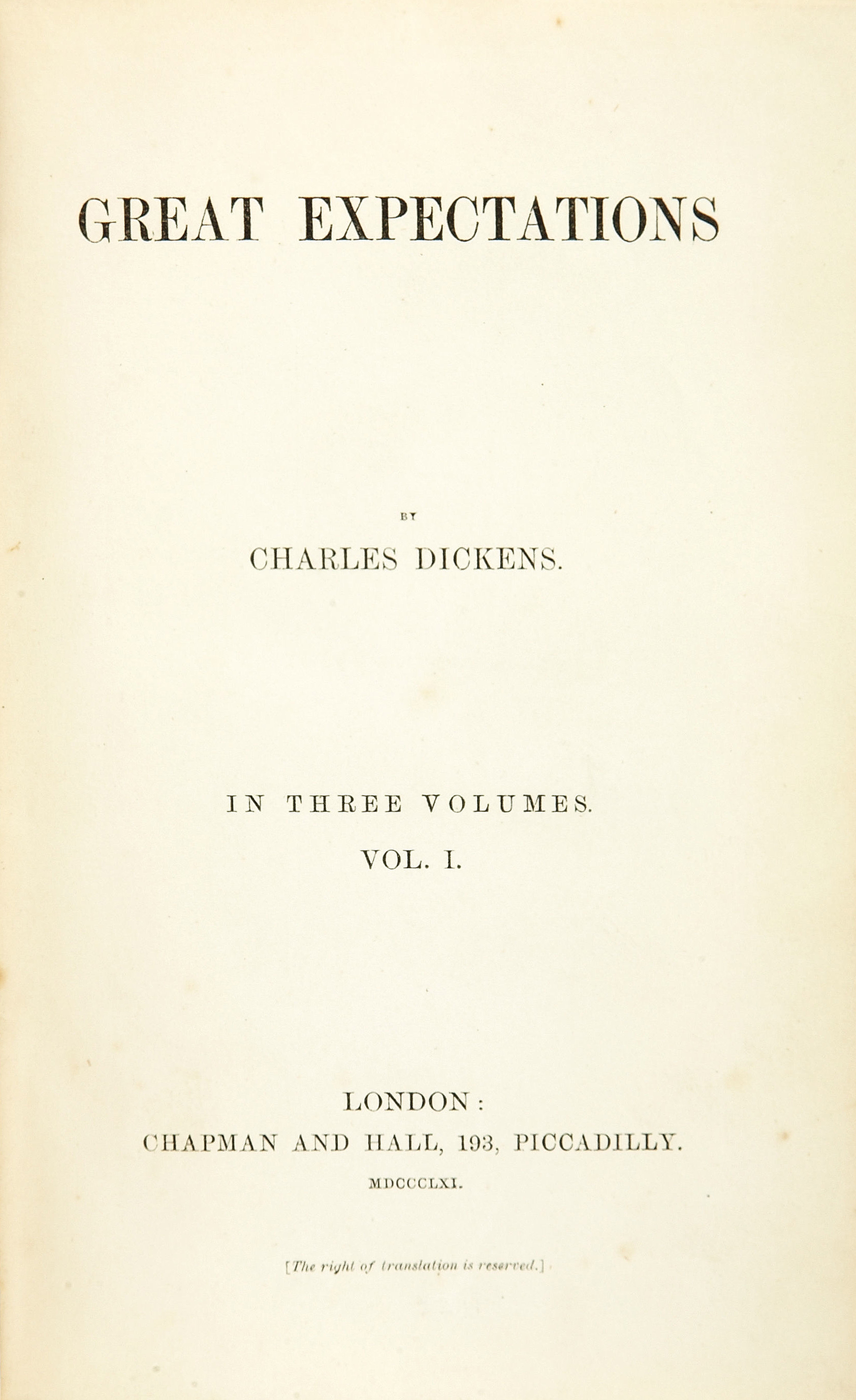
초판

《위대한 유산》(Great Expectations)은 찰스 디킨스의 장편 소설이다.

## 배경
위대한 유산은 디킨스가 완성한 15권의 장편소설 중 14번째 소설로 완결성 있는 형식과 깊이 있는 내용, 풍자적인 유머를 모두 갖춘 완벽한 소설이다. 디킨스는 자신이 편집장으로 있던 ≪1년 내내(All the Year Round)≫라는 주간잡지에 약 1년여에 걸쳐 이 소설을 연재했고 이로 인해 잡지의 판매부수가 치솟을 정도로 대중들에게 큰 인기를 얻었다.
이 소설은 핍이라는 주인공이 과거를 반추해 자신의 성장 과정을 그리는 성장소설의 틀을 따른다. 핍은 평민 태생의 고아로서, 시골 대장장이인 매부와 누나의 집에서 성장한다. 자아의식이 강한 핍은 그 마을의 가장 대표적인 신사 계층 집안인 미스 해비셤의 집에서 그 계층을 상징하는 듯한 차가운 소녀 에스텔라를 보고 첫눈에 매료된다. 그녀를 흠모하던 그는 출처도 모르는 유산을 받기로 하고, 그 유산으로 런던에서 신사 교육을 받는다. 신사 계층의 허세와 사치로 무위도식하던 그에게 실제 유산을 물려준 사람이 자신이 생각했던 미스 해비셤이 아니라, 어린 시절 한 번 도와준 적이 있던 죄수라는 사실을 알게 되면서 그는 통렬한 현실을 깨닫기 시작한다. 죄수 매그위치를 몸서리치게 혐오하던 핍은 신사가 되기 위해 매부를 저버린 배은망덕한 자신보다 매그위치가 훨씬 훌륭한 인간임을 깨달으며, 사형되는 죄수에게 최후까지 인간적 충절을 지키는 인간으로 성장한다.
핍의 성장에 대한 추적은 신사의 이상에 대한 탐구와 맞물린다. ≪위대한 유산≫에서 핍이 장난감 같은 핍이라는 이름을 그대로 쓰는 것을 조건으로 유산을 주는 사람이 누구인지도 모른 채 유산을 받기로 한 뒤부터 핍의 삶은 말 그대로 수동적 삶이 된다. 스스로의 노력과 재능으로 인생을 살 필요도 없이, 막대한 유산상속이 보장된 삶이라는 드라마 같은 인생의 어두운 그림자를 핍의 생은 보여 준다.
디킨스는 유산상속이라는 물리적 조건과 함께 가능해진 핍의 신사로서의 삶의 실상을 통해 신사 계층의 무위도식성과 신분 차별적 의식구조에 대한 비판을 드러낸다.
핍이 매그위치의 재산을 더 이상 받지 않기로 한 상태에도 그의 자립이 가능했던 것은, 신사적 허황함 속에서도 핍이 보유하고 있던 긍정적 자질인 꾸준한 독서 습관과 참된 친구인 허버트에게 베푼 선행 덕택이다. 그러한 꾸준한 노력과 ‘마음이 신사’다운 행실로 그는 죽음을 넘나드는 불행 속에서도 재기의 발판을 마련한다.
결국 핍이 물려받은 위대한 유산은 그를 무위도식하게 했던 재산이 아니라 근면한 마음과 인간에 대한 따뜻한 정이었던 것이다.